# Fredrik Olsson (fotbollsspelare född 1985)
Fredrik Olsson, född 4 februari 1985, är en svensk före detta fotbollsspelare.

## Biografi
Fredrik Olsson började sin karriär i blekingska Mjällby AIF, varifrån han sedan blev värvad till Helsingborgs IF. Han gjorde 6 matcher för Helsingborg i Allsvenskan innan han den 15 juli 2008 skrev på för ärkerivalen Landskrona BoIS. Säsongen i Superettan året därpå blev Olsson tillsammans med Pär Cederqvist BoIS bäste målskytt på 14 mål, vilket gjorde att han mottog pris som Årets BoISare. Olsson fortsatte därefter leverera mål för Landskrona och blev även lagets bäste målskytt i Superettan 2011, 2012 och 2013.  Han lämnade klubben efter säsongen 2013. Totalt blev hans facit i den svart-vit-randiga tröjan 136 matcher i Superettan och 51 mål. 
I februari 2014 skrev han på ett tvåårskontrakt med Jönköpings Södra. Den 19 juli 2014 gjorde Olsson ett hattrick i Jönköpings Södras 4–0 vinst över Assyriska FF. Han vann skytteligan i Superettan 2015 med 17 gjorda mål. 
I november 2015 valde Olsson att inte följa med Jönköpings Södra upp i Allsvenskan, utan skrev istället på för Halmstads BK. 2017 återgick han dock till Jönköpings Södra. Efter säsongen 2018 lämnade Olsson klubben, och avslutade sin fotbollskarriär.

## Meriter
- Silver i Svenska Supercupen 2007.
- 3:a i Superettans skytteliga 2009.
- Vinnare av Landskrona BoIS interna skytteliga 2009, 2011, 2012 och 2013.
- Årets BoISare 2009.
- 1:a i Superettans skytteliga 2015
- 15 Juniorlandskamper (8 mål)
- Flest gjorda spelmål i superettan genom tiderna